# Юлий I
Юлий I е римски папа в периода от 6 февруари 337 г. до 12 април 352 г.
Според Liber Pontificalis той е на Светия Престол 15 години, 1 месец и 11 дни. .
Пак според същия източник е починал месец април и е погребан в гробницата на Св. Каликст. 
Юлий I е обявен за светец от Римокатолическата църква и паметта му се почита на 12 април.